# Kempston Micro Electronics

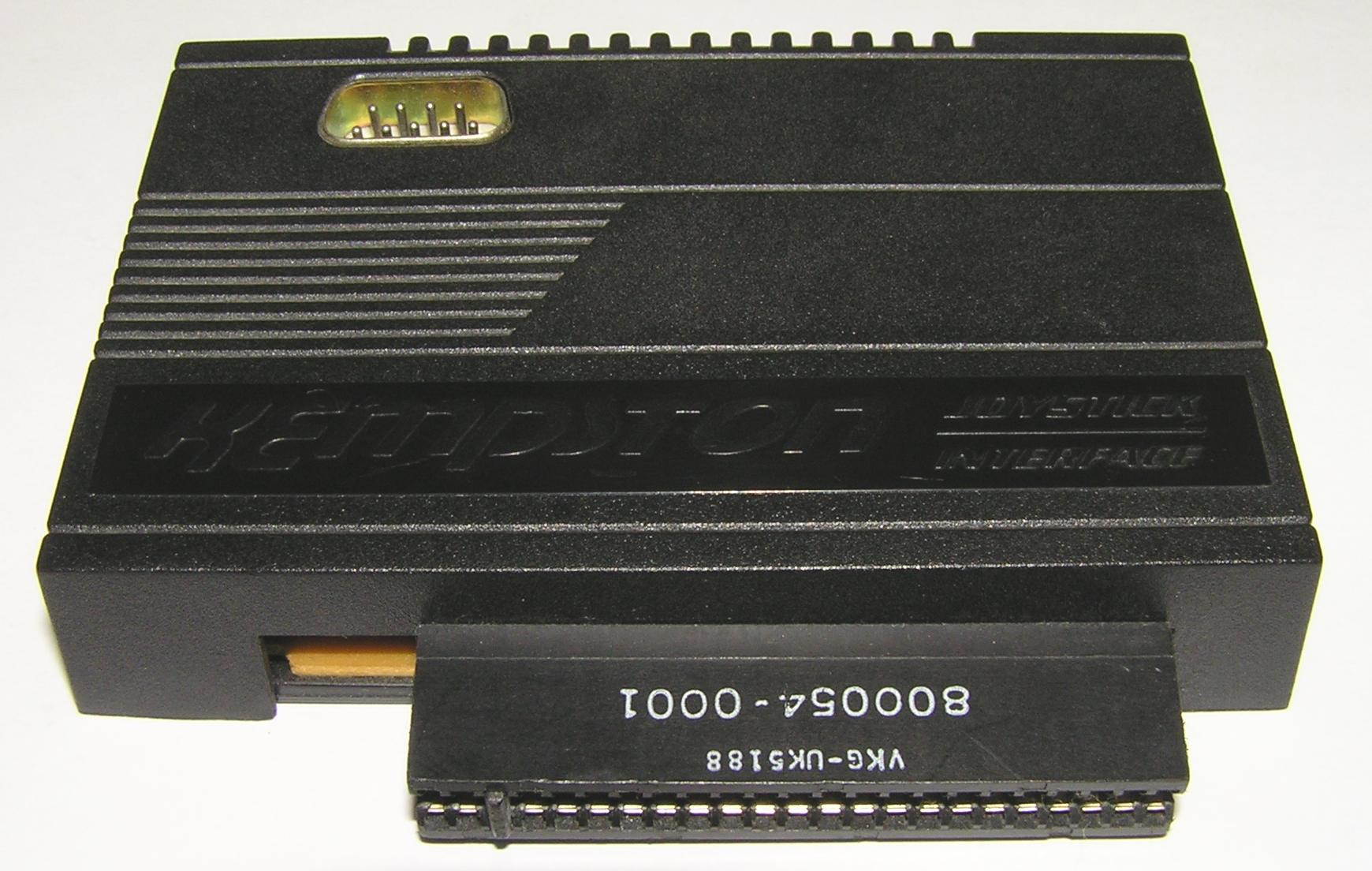
Interface de joystick Kempston.

A Kempston Micro Electronics foi uma fabricante de produtos eletrônicos britânica especializada em joysticks e afins para computadores domésticos durante os anos 1980. A Kempston tinha sede em Kempston, Bedfordshire, Inglaterra.

## Interfaces

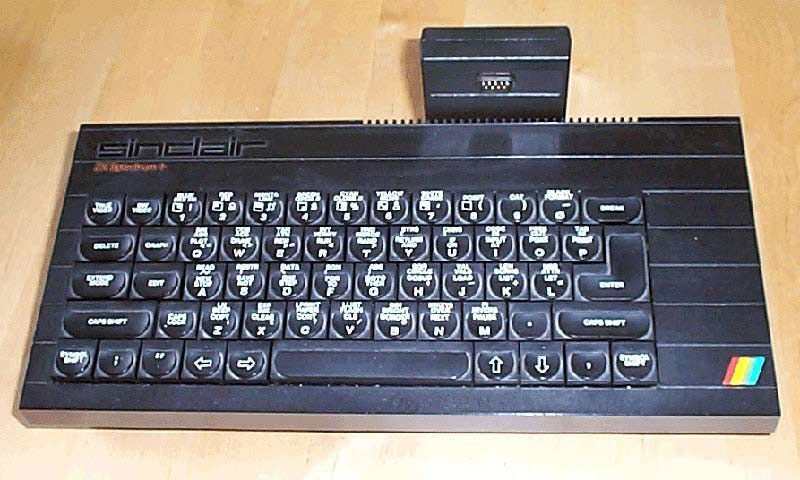
Um ZX Spectrum + com uma interface Kempston.

A Kempston produziu várias interfaces de joystick para o Sinclair ZX Spectrum, permitindo que os joysticks padrão Atari (conector DE-9) fossem utilizados nele. Além de implementar modos de conexão com joysticks existentes, a empresa produziu seu próprio padrão, onde o status do joystick podia ser lido na porta 31 do barramento do Z80 (através do comando em BASIC IN 31). Com isto, o joystick não produzia códigos de teclas pressionadas, como nos outros padrões da época, e o método foi logo copiado por outros fabricantes de interfaces, tornando-se bastante popular.

## Joysticks

### Formula 1 e 2
O Formula 1, com dois botões de disparo, foi baseado no Quickshot 1 e lançado em junho de 1985 por £16,95. Simultaneamente, a empresa lançou o Formula 2, com três botões de disparo (dois na base e um no topo) por £11,95.

### Score Board
Um tipo de joystick com uma grande base (do tamanho de um ZX Spectrum 48K), com dois botões de disparo. Também lançado em junho de 1985, por £28,95.

### Competition Pro

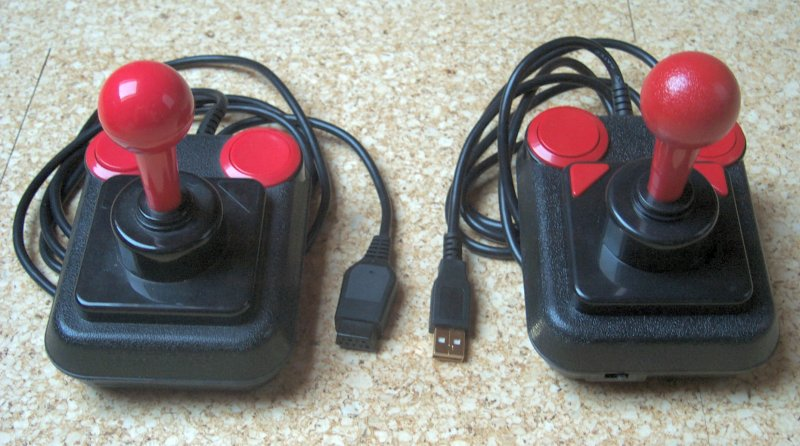
Joystick Pro original (à esquerda) e USB (à direita).

Consistia duma base quadrada, dois grandes botões vermelhos (para uso por destros ou canhotos) e um grande manete. Usava o conector-padrão DE-9 do Atari 2600 e embora tenha sido projetado primordialmente para operar com a interface de joystick Kempston para ZX Spectrum, também funcionava com conectores compatíveis em outros computadores, tais como o Amstrad CPC, Commodore 64 (e VIC-20), e posteriormente, com o Commodore Amiga e Atari ST.
Internamente, o joystick usava uma série de contatos de metal para sinalizar os movimentos para o computador. Quando o usuário pressionava o manete para um dos lados, fechava o circuito entre dois contatos. Isto tornava os reparos fáceis, bastando desaparafusar a base e ajustar os contatos de metal para que fechassem o circuito corretamente. Modelos posteriores, tais como o Competition Pro 5000 usavam micro-chaves em vez de contatos.
O modelo gerou uma série de imitações para computadores de 8 bits, as quais copiavam seu esquema de cores (por sua vez derivada daquela do joystick do Atari), mas também versões mais audaciosas que usavam botões amarelos, quadrados, ou micro-chaves, mas mantendo essencialmente o mesmo tipo de manete.
O design foi homenageado recentemente pelo Vídeo-game C64 Direct-to-TV que incorpora um Commodore 64 completo e 30 jogos numa caixa semelhante a um Competition Pro que funciona sem baterias. Versões USB e Retro DE-9 do Competition Pro com dois botões de disparo tácteis extras na base, são agora fabricados pela empresa alemã SPEED-Link.

### Competition Pro Plus
Baseado no Competition Pro este projeto substituiu os contatos metálicos por micro-chaves em todas as direções possíveis e os botões de disparo tornaram-se quadrados, num tom de amarelo brilhante.
Este joystick foi posteriormente produzido por outra companhia como Zipstick e apresentava um botão de disparo automático na parte traseira.